# Villa Dagaborg

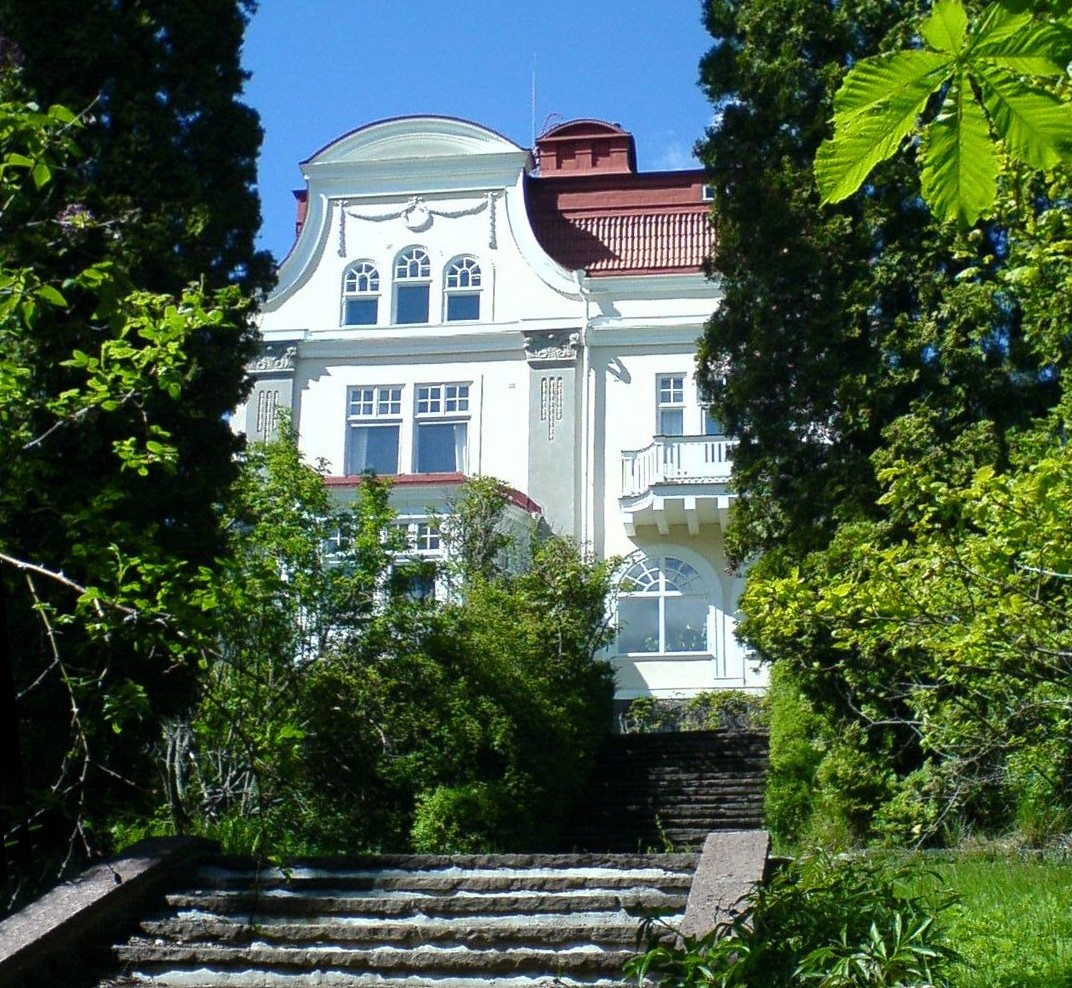
Dagaborg på sommaren 2006.

Villa Dagaborg (även Hedvigsdal) är en jugendvilla intill sjön Magelungen vid Högerudsbacken 12 i Farsta Strand. Villan byggdes 1902 efter ritningar av arkitekt R. L. Lindquist och var ett av de allra första husen som uppfördes i Södertörns villastad.

## Beskrivning
Villa Dagaborgs byggherre var auditören August von Hedenberg, krigsdomare vid kustflottan och vice krigsdomare vid Livregementets dragoner. År 1900 gifte han sig med Dagmar Cronholm och efter henne kallade han byggnaden "Dagaborg", som skulle bli deras sommarnöje. 
Huset ritades av arkitekten Lindquist i jugendstil med lysande vita fasader med påkostade detaljer som burspråk, festonger och balkong mot sjön. Även inredningen var påkostad med vackra snickerier. Bostadsytan blev på 613 m² (exklusive källare och vind). Huset stod klart 1902 och paret Hedenberg kunde flytta in i sin bostad med söderläge och grandios blick över sjö Magelungen. Villan omgavs av en stor (numera förvildad) trädgård med lusthus, fontän och en bred stentrappa ner mot Magelungens strand. Men glädjen blev kort. Hustrun dog 1904 och huset såldes. 
År 1905 flyttade disponent Peter Bolle in med hustru, tre barn, tre jungfrur och en piga. 1912 kallades huset Hedvigsdal. Under 1930-talet bodde sonen Georg Bolle med fru och son i villan samt ett hembiträde. Georg Bolle titulerades grosshandlare och var verksam i branschen för tryckerimaskiner. Några år under 1920-talet ägdes det av Hadar Schmidt (tillverkare av kontorsmöbler och kontorsmaskiner). 1968 förvärvade Stockholms stad fastigheten, som hyr ut det som bostad och ateljé.

## Bilder

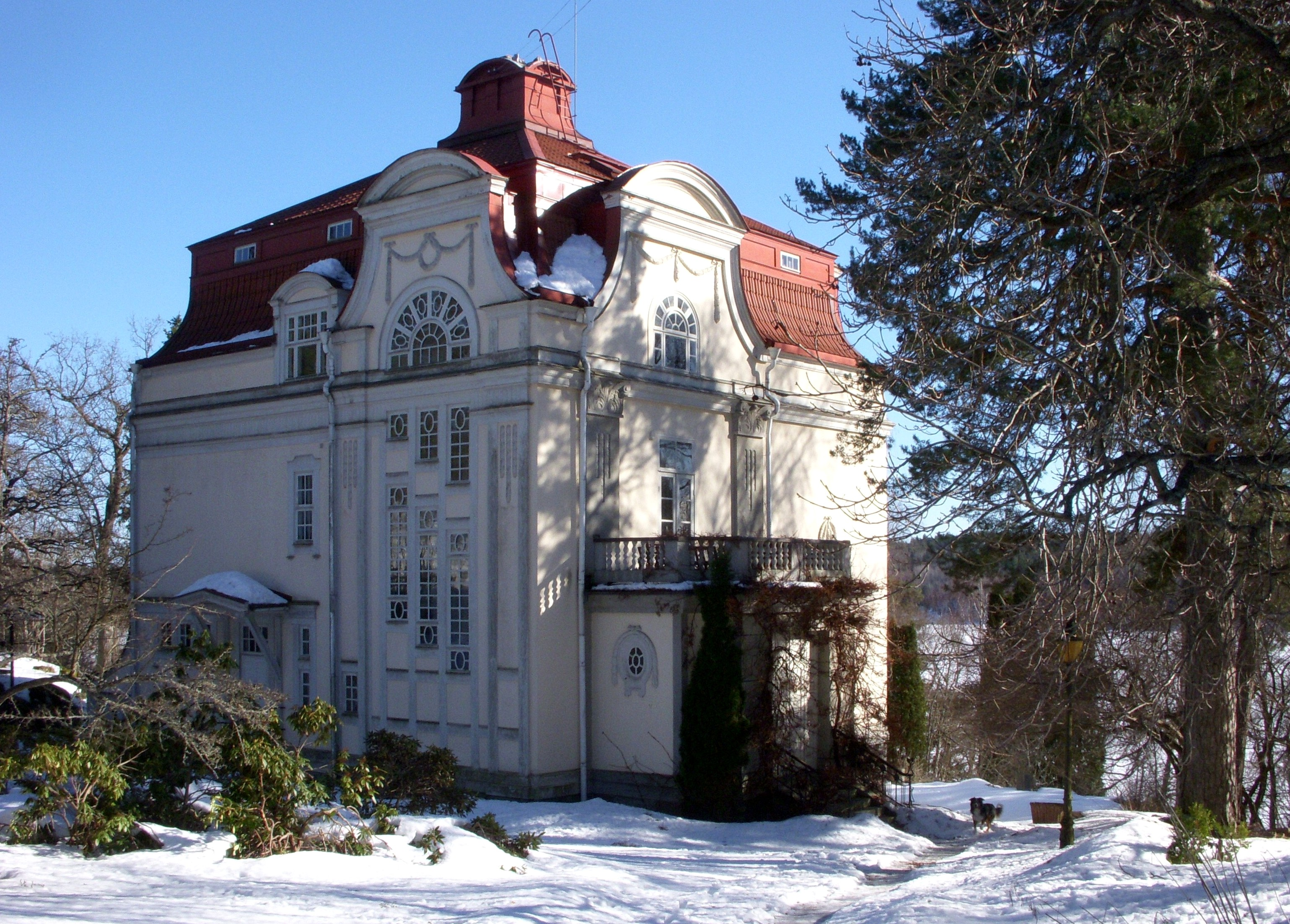
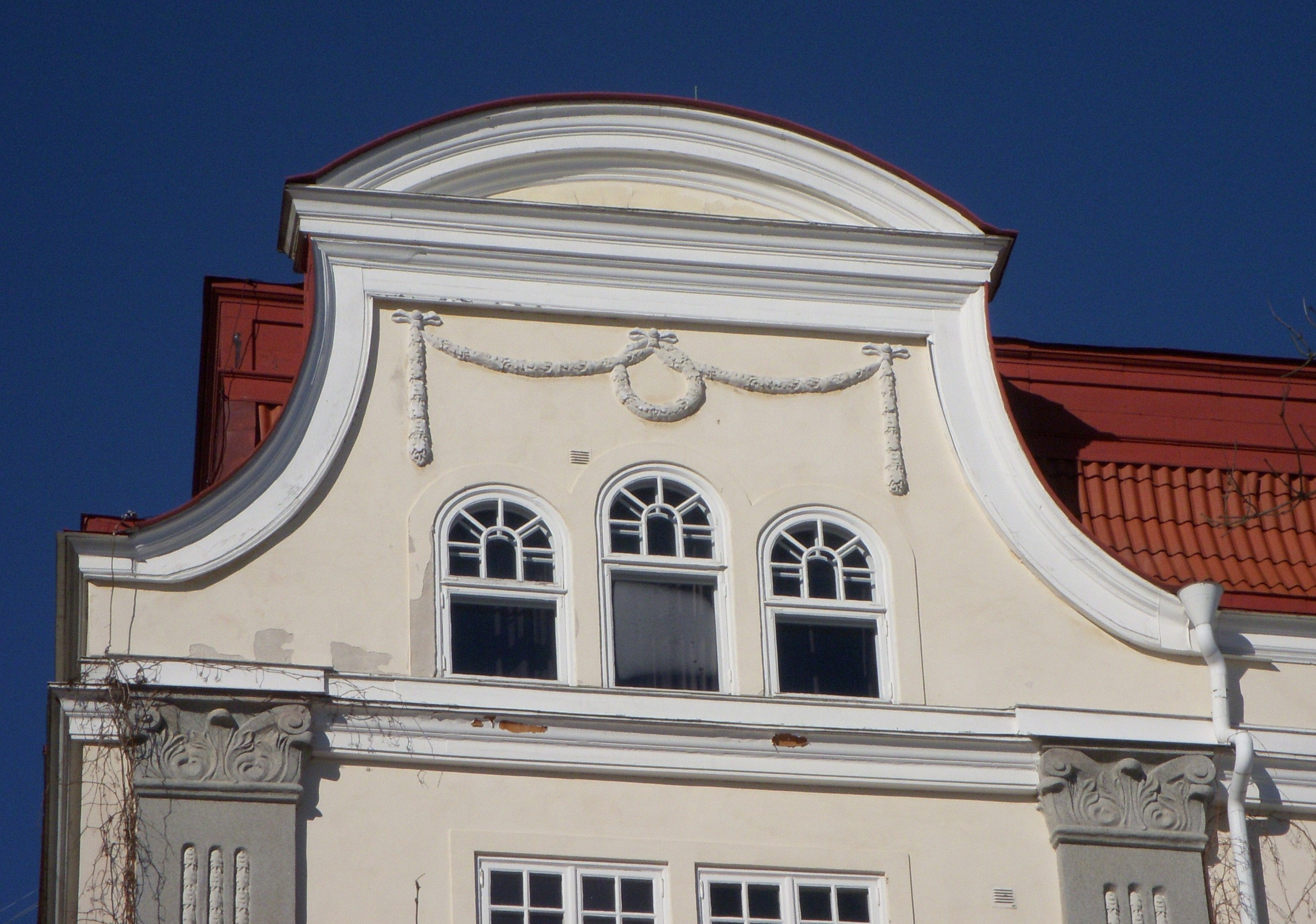
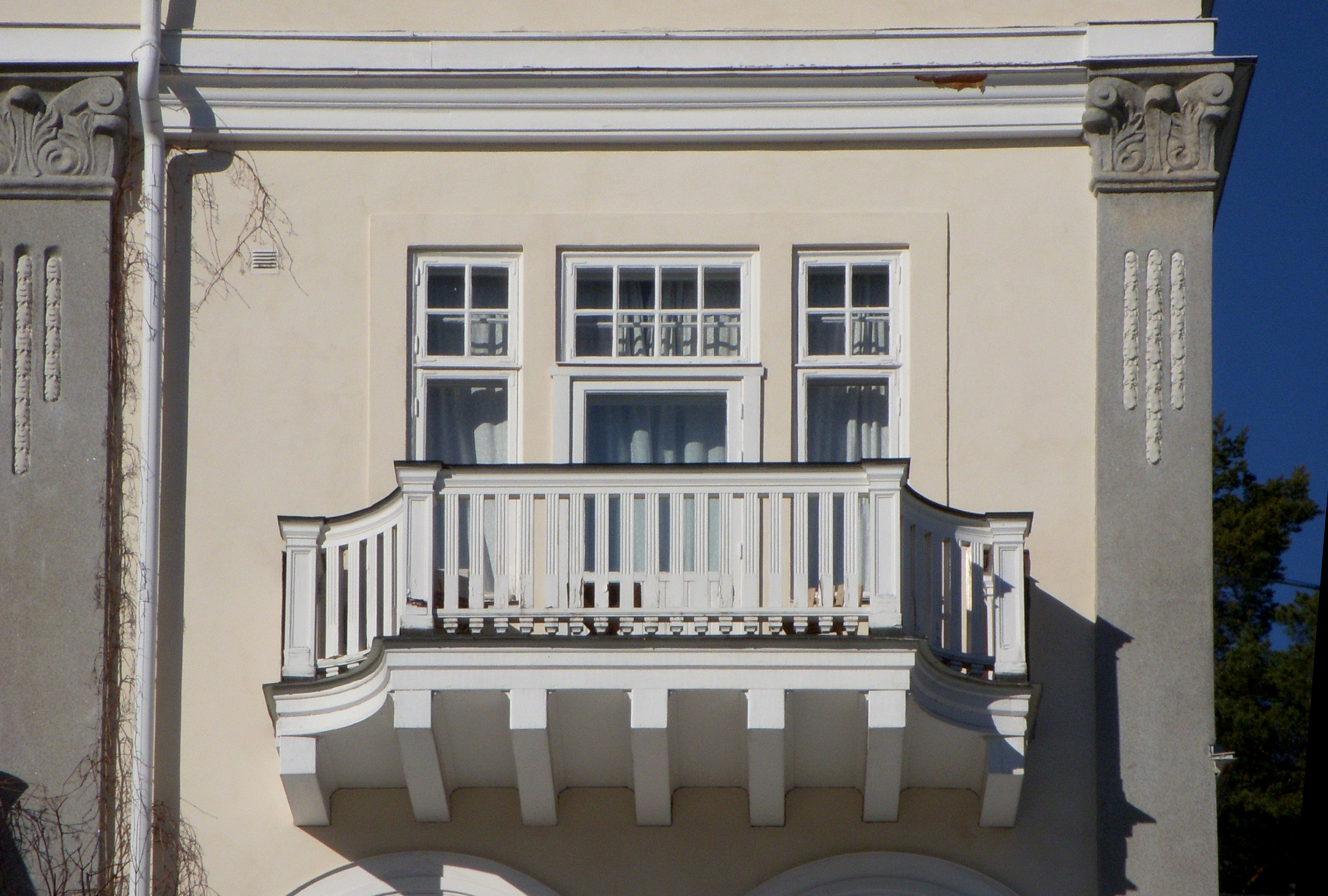
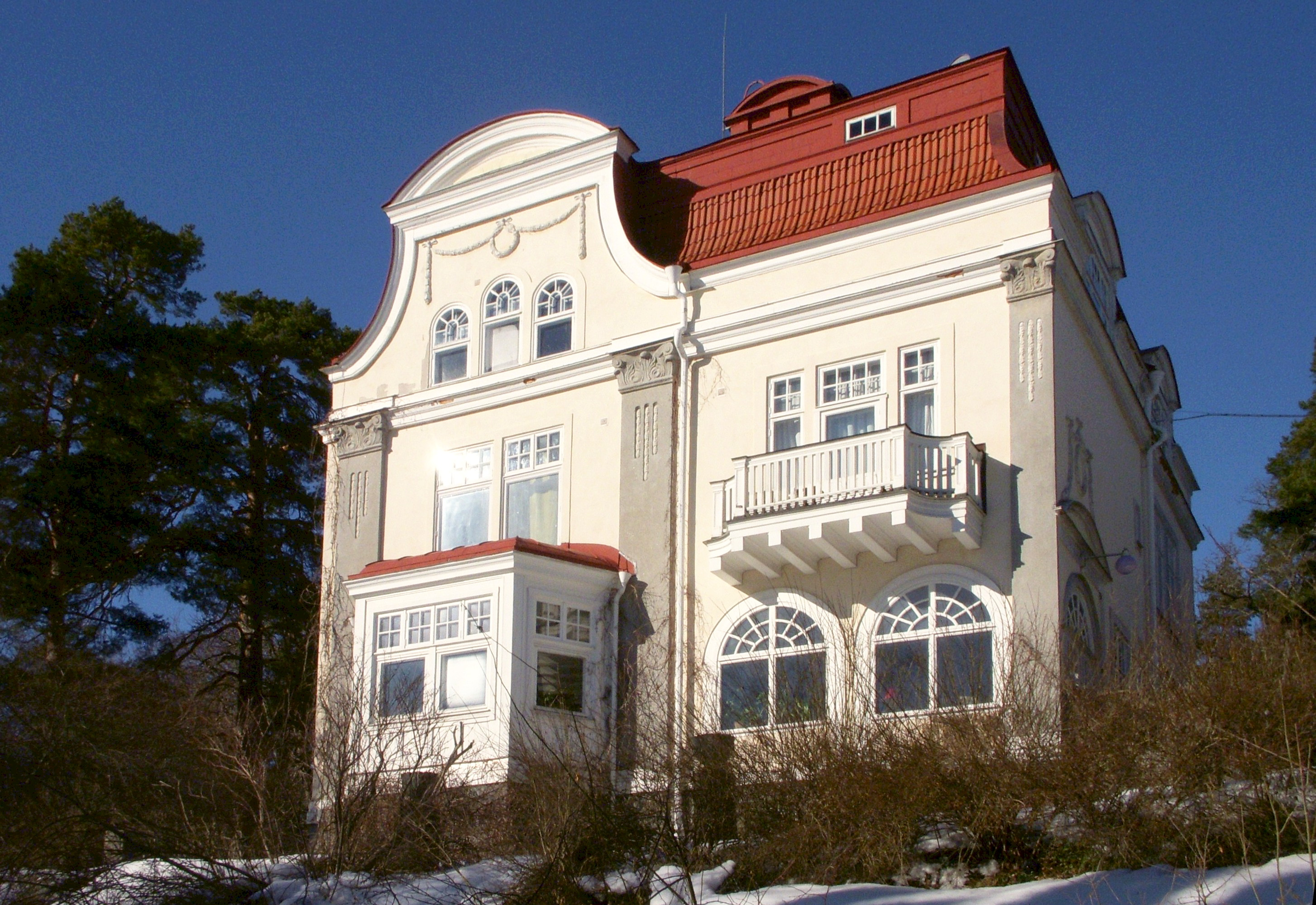